# Joseph Moingt
Pour les articles homonymes, voir Moingt (homonymie).
Joseph Moingt est un prêtre jésuite français, théologien spécialisé en christologie, né le 19 novembre 1915 à Salbris, dans le Loir-et-Cher (France), et mort le 28 juillet 2020, à Paris.

## Biographie
Joseph Moingt entre dans la Compagnie de Jésus à la fin de l'année 1938, à l'âge de 23 ans. Avant qu'il puisse finir son noviciat, la Seconde Guerre mondiale éclate et il est mobilisé sous les drapeaux. Il passe l'essentiel des années de guerre en captivité dans divers stalags pour sous-officiers en Souabe puis en Pologne. Il termine son noviciat à l'établissement jésuite de Laval et, en 1949, il reçoit son ordination sacerdotale.

### Formation et carrière
Il étudie pendant deux ans la philosophie à Villefranche-sur-Saône, puis, pendant quatre ans la théologie au théologat de Fourvière.
En 1955, il soutient, sous la direction de Jean Daniélou une thèse sur la Théologie trinitaire de Tertullien à l'Institut catholique de Paris, qui fait l'objet d'une publication en quatre volumes quelques années plus tard. Il est notamment marqué par Henri de Lubac alors enseignant à l'Institut catholique de Lyon et avec lequel il travaille sur Clément d'Alexandrie.
À partir de 1956, il enseigne la théologie à la Faculté jésuite de Fourvière, à Lyon, puis à partir de 1968, à l'Institut catholique de Paris. En 1970, il suit des cours à l'École pratique des hautes études (EPHE) et a la charge des cours de christologie dans le cadre d'une formation pour les laïcs en cours du soir initiée alors à l'Institut catholique. La même année, il prend la direction de la revue Recherches de science religieuse, fonction qu'il occupe jusqu'en 1997. Il enseigne également au scolasticat jésuite de Chantilly puis, à partir de 1974, au Centre Sèvres, créé à la suite de la fusion de la Faculté de théologie de Fourvière et de la Faculté de philosophie de Chantilly.
En 1980, à l'âge de 65 ans, il prend sa retraite de l'Institut catholique mais poursuit son enseignement au Centre Sèvres, tout en continuant ses recherches théologiques et multipliant les publications, parmi lesquelles La Plus Belle Histoire de Dieu, un ouvrage de vulgarisation qui l'associe à l'historien Jean Bottéro et au rabbin Marc-Alain Ouaknin, qui se vend à plus de 120 000 exemplaires.
Le 19 novembre 2015, il fête ses cent ans.
Joseph Moingt meurt le 28 juillet 2020 à Paris, à l’âge de 104 ans.

## Pensée
« La nouveauté de la théologie selon Joseph Moingt vient de l’acte de Dieu de venir à l’homme. ».
« La prétention du christianisme à être “religion de salut” est souvent comprise comme si la religion mettait le salut dans la pratique du culte et la croyance aux dogmes... » Le dernier livre de Joseph Moingt, L'Esprit du christianisme, s'adresse à « des lecteurs, croyants ou non, susceptibles de retrouver du « sens » au christianisme dès lors qu’ils le découvriront préoccupé des mêmes problèmes angoissants qu’eux, à savoir des menaces qui pèsent sur la planète, sur la qualité de la vie, sur le respect de la dignité humaine et de la fraternité des hommes entre eux, dès lors surtout qu’ils se verront convoqués sur ce terrain par les chrétiens...
Voilà ce qui a paru être l’enjeu de la révélation de Dieu dans la mise à mort d’un blasphémateur et de l’annonce du salut en lui et par lui, ... invitation à chacun à se juger lui-même par rapport au mal qu’un homme peut infliger à un autre au nom de sa religion, de ses idées, de sa philosophie, ou de ses intérêts. Ainsi l’esprit du christianisme, compris comme faculté du jugement, sera-t-il rendu à l’esprit de l’homme, indépendamment de sa religion, ... non revendication de propriété, mais partage d’un bien commun et appel à l’entraide. »

## Publications
On trouvera une bibliographie plus complète sur le site des Jésuites de la Province de France.
- Théologie trinitaire de Tertullien, éd. Aubier-Montaigne, 4 vol., 1966-1969
- Le Devenir chrétien, éd. Desclée de Brouwer, 1973
- La Transmission de la foi, éd. Fayard, 1976
- « Laisser Dieu s'en aller », in Dieu, Église, Société, édité par Joseph Doré, Paris, Le Centurion, 1985, p. 275-286
- L'Homme qui venait de Dieu, éd. Cerf, coll. « Cogitatio fidei », 1993
- Les Trois Visiteurs, éd. Desclée de Brouwer, 1999
- La plus belle histoire de Dieu : qui est le dieu de la Bible ?, avec Jean Bottéro et Marc-Alain Ouaknin, éd. Le Seuil, 1997,
- Dieu qui vient à l’homme. Tome I, Du deuil au dévoilement de Dieu, éd. Cerf, coll. Cogitatio fidei, no 222, 2002

recension de Jean-Michel Maldamé en ligne sur le site de l'Institut catholique de Toulouse
- Dieu qui vient à l'homme. Tome II, De l'apparition à la naissance de Dieu (2 volumes), éd. Cerf, coll. Cogitatio fidei, no 245 et 257, 2005/2006

recension de Jean-Michel Maldamé en ligne sur le site de l'Institut catholique de Toulouse, volume I et volume II
- Quel pouvoir, quel service ?, avec Claude Dagens, Pierre Michel Anglarès, Archimandrite Job Getcha, ... éd. Parole et silence, 2007
- L'Évangile de la résurrection, éd. Bayard, 2008
- Croire quand même : libres entretiens sur le présent et le futur du catholicisme, entretiens avec Karim Mahmoud-Vintam et Lucienne Gouguenheim, éd. Temps Présent, coll. « Semeurs d’avenir », 2010 recension en ligne, La Croix, 12/01/2011
- Faire bouger l'Église catholique : pour un humanisme évangélique, Desclée de Brouwer, Paris, 2012
- L'Évangile sauvera l’Église, Paris, Salvator, coll. « Forum », 2013
- Figures de théologiens : M. Blondel, E. Troeltsch, D. Bonhoeffer, A. Dumas, M. de Certeau, H. de Lavalette, G. Kowalski, H. de Lubac, M. Légaut, J. Loew, Paris, Cerf, coll. « Théologies », 2013
- Croire quand même : libres entretiens sur le présent et le futur du catholicisme, Paris, Flammarion, coll. « Champs », 2013
- L'Évangile de la résurrection : méditations spirituelles, Montrouge, Bayard, 2014
- Croire au Dieu qui vient. Tome I, De la croyance à la foi critique, Gallimard, 2014  (ISBN 978-2070146529)
- Croire au Dieu qui vient. Tome II, Esprit, Église et monde : de la foi critique à la foi qui agit, Gallimard, 2016  (ISBN 978-2070178667)
- L'Esprit du christianisme: religion, révélation et salut, Temps Présent Editions, 2018  (ISBN 978-2916842608)